# Paralastor cognatus
Paralastor cognatus är en stekelart som först beskrevs av Smith 1861.  Paralastor cognatus ingår i släktet Paralastor och familjen Eumenidae. Inga underarter finns listade i Catalogue of Life.